# Ayreon
Ayreon is een muziekproject van Arjen Lucassen. 

## Muziekstijl
Ayreon heeft een stijl die het meeste is afgeleid van heavy metal en progressive rock, maar combineert diverse muziekgenres. De verschillende muziekgenres worden ook vaak binnen één nummer afgewisseld. Het gebruik van onverwachte instrumenten is ook een kenmerk van de muziek van Ayreon. Lucassen schrijft, zingt en speelt instrumenten op alle Ayreon-albums. Daarnaast treden vele gastmuzikanten op, zoals Bruce Dickinson, Floor Jansen, Anneke van Giersbergen, Fish, Damian Wilson, James LaBrie, Barry Hay en Hansi Kürsch.
In maart 2007 maakte Lucassen bekend uit Stream of Passion, een ander muzikaal project van hem, te stappen om zich te kunnen concentreren op het maken van een nieuw Ayreon-project. Dit resulteerde in het dubbelalbum 01011001. Onder anderen Floor Jansen, Magali Luyten, Simone Simons, Anneke van Giersbergen en Ty Tabor werkten mee aan dit project.
Op 10 oktober 2012 maakte Lucassen via zijn nieuwsbrief bekend dat er in 2013 weer een cd van Ayreon zou verschijnen. In het najaar van 2013 verscheen The theory of everything.
Eind april 2017 verschijnt The source. Dit album komt op de eerste plek binnen in de Nederlandse Album Top 100, net zoals opvolgers Electric castle live and other tales (2020) en Transitus (2020).

## Optredens
Vanwege de vele gastmuzikanten is het moeilijk voor Ayreon om liveoptredens te geven. Op tours van andere projecten van Lucassen worden wel vaak nummers van Ayreon gespeeld. Bijvoorbeeld in 2002 met de Star One feat. Ayreon tour. In 2005 kondigde Lucassen aan weer te gaan toeren; ditmaal een uitgebreide Europese tour begin 2006 met zijn band Stream of Passion. Deze tour werd later uitgebreid met een festivaltour door Nederland en een speciaal optreden in Mexico. Tijdens de Stream of Passion-concerten passeren ook veel Ayreon nummers de revue. Na het succes van de tour werd er besloten tot een zomertour. Begin 2007 wordt er dan nog kort getoerd ter promotie van het livealbum/dvd Live in the real world van Stream of Passion featuring Ayreon.
Lucassen, die last heeft van podiumvrees, treedt nadat hij in 2007 uit Stream of Passion stapte niet meer op. In 2016 maakt hij bekend toch weer te gaan optreden in verband met het aankomende album The source. In september 2017 werden drie Ayreon-shows opgevoerd in poppodium 013, voorafgegaan door een try out show met een gedeeltelijk andere groep zangers. De show werd bezocht door mensen uit meer dan 50 landen, mede omdat Lucassen bijna nooit optreedt. De band bestond uit tien muzikanten en zestien zangers/zangeressen. Naast Lucassen, die maar enkele nummers speelde.
Op Graspop Metal Meeting 2018 werd ook opgetreden. Dit was tevens de eerste festivalshow van Ayreon. Sommige bandleden waren vervangen of deden niet mee wegens andere verplichtingen. Barry Hay, gastzanger op een van de Ayreon-albums en leadzanger van Golden Earring, trad ook op. Voorafgaand aan het optreden gaf Lucassen aan wel vaker te willen optreden, maar de shows wel exclusief te willen houden.
In september 2019 waren er weer een reeks concerten in 013. Dit keer van het album Into the Electric Castle. Nu waren er mensen uit 64 landen aanwezig. Hiervoor heeft Lucassen een achievement award van de gemeente Tilburg ontvangen. Op 15, 16 en 17 september 2023 vond de concertreeks Live Beneath the Waves plaats in dezelfde concertzaal. Het album 01011001 werd er integraal uitgevoerd. Voor die gelegenheid mocht Lucassen als tweede artiest na Guus Meeuwis een gesigneerde cd tegen de buitenmuur van poppodium 013 prikken.

## Discografie

### Albums
| Album met eventuele hitnotering(en) in de Nederlandse Album Top 100 | Datum van verschijnen | Datum van binnenkomst | Hoogste positie | Aantal weken | Opmerkingen                       |
| ------------------------------------------------------------------- | --------------------- | --------------------- | --------------- | ------------ | --------------------------------- |
| Pools of sorrow, waves of joy                                       | 1993                  | -                     | -               | -            | Uitgebracht onder de naam Anthony |
| The final experiment                                                | 1995                  | -                     | -               | -            |                                   |
| Actual fantasy                                                      | 1996                  | -                     | -               | -            |                                   |
| Into the Electric Castle                                            | 01-09-1998            | 19-09-1998            | 49              | 7            |                                   |
| Universal migrator Part 1: The dream sequencer                      | 2000                  | 03-06-2000            | 64              | 3            |                                   |
| Universal migrator Part 2: Flight of the migrator                   | 2000                  | 03-06-2000            | 61              | 3            |                                   |
| Ayreonauts only                                                     | 2000                  | -                     | -               | -            | Verzamelalbum                     |
| The Human Equation                                                  | 2004                  | 29-05-2004            | 7               | 6            |                                   |
| 01011001                                                            | 25-01-2008            | 02-02-2008            | 2               | 9            |                                   |
| Timeline                                                            | 07-11-2008            | -                     | -               | -            | Verzamelalbum                     |
| The theory of everything                                            | 25-10-2013            | 02-11-2013            | 3               | 6            |                                   |
| The source                                                          | 28-04-2017            | 06-05-2017            | 1(1wk)          | 4            |                                   |
| Universe - The Best of Ayreon live                                  | 30-03-2018            | 07-04-2018            | 6               | 1            | Livealbum                         |
| Electric castle live and other tales                                | 27-03-2020            | 04-04-2020            | 1(1wk)          | 2            | Livealbum                         |
| Transitus                                                           | 25-09-2020            | 03-10-2020            | 1(1wk)          | 2            |                                   |
| 01011001 - Live beneath the waves                                   | 17-05-2024            | 25-05-2024            | 2               | 1*           | Livealbum                         |

- In 2004 zijn verschillende albums heruitgebracht: Actual fantasy, Into the electric castle en Universal migrator part 1 & 2. Vanaf 2014 zijn diverse albums ook op (gekleurd) vinyl uitgebracht en 'nice-price' cd's op de markt gekomen.

### Singles
| Single met eventuele hitnotering(en) in de Nederlandse Top 40 | Datum van verschijnen | Datum van binnenkomst | Hoogste positie | Aantal weken | Opmerkingen                                  |
| ------------------------------------------------------------- | --------------------- | --------------------- | --------------- | ------------ | -------------------------------------------- |
| Sail Away to Avalon                                           | 1995                  | -                     |                 |              |                                              |
| The Stranger From Within                                      | 1996                  | -                     |                 |              |                                              |
| Temple of the Cat                                             | 2000                  | -                     |                 |              |                                              |
| Temple of the Cat (acoustic)                                  | 2001                  | -                     |                 |              |                                              |
| Day Eleven: Love                                              | 2004                  | -                     |                 |              | Nr. 39 in de Single Top 100                  |
| Loser                                                         | 2004                  | -                     |                 |              |                                              |
| Come Back to Me                                               | 2005                  | -                     |                 |              |                                              |
| Elected                                                       | 2008                  | -                     |                 |              | met Avantasia / Nr. 100 in de Single Top 100 |

### Dvd's
| Dvd's met hitnoteringen in de Nederlandse Music Top 30 | Datum van verschijnen | Datum van binnenkomst | Hoogste positie | Aantal weken | Opmerkingen           |
| ------------------------------------------------------ | --------------------- | --------------------- | --------------- | ------------ | --------------------- |
| Live in the Real World                                 | 2006                  | 08-07-2006            | 16              | 5            | met Stream of Passion |
| The Theater Equation                                   | 2016                  | 25-06-2016            | 3               | 19           |                       |
| Universe - The Best of Ayreon live                     | 2018                  | 07-04-2018            | 1               | 20*          |                       |

## Gastmuzikanten
Zang:
- Andi Deris - Helloween
- Anneke van Giersbergen - ex-The Gathering, Agua de Annique, The Gentle Storm, VUUR
- Astrid van der Veen - the Endorphins en Ambeon
- Axel Joseph Langemeijer - ex-Bodine
- Barry Hay - Golden Earring
- Bob Catley - Magnum
- Bruce Dickinson - Iron Maiden
- Caroline Westendorp - ex-The Charm The Fury
- Cristina Scabbia - Lacuna Coil
- Damian Wilson - Headspace, Maiden United, Threshold, ex-Landmarq, ex-Rick Wakeman, Arena
- Dan Swanö - Nightingale, Edge of Sanity, Bloodbath
- Daniel Gildenlöw - The Flower Kings, Pain of Salvation
- Dave Brock - Hawkwind
- Debby Schreuder
- Devin Townsend - Strapping Young Lad, The Devin Townsend Band
- Devon Graves - Dead Soul Tribe
- Dianne van Giersbergen - ex-Xandria, Ex Libris
- Edward Reekers - Kayak
- Edwin Balogh - ex-Omega
- Eric Clayton - Saviour Machine
- Fabio Lione - Rhapsody of Fire
- Fish - ex-Marillion
- Floor Jansen - After Forever, ReVamp, Nightwish
- Gary Hughes - Ten
- George Oosthoek - Orphanage
- Hansi Kürsch - Blind Guardian
- Heather Findlay - Mostly Autumn
- Ian Parry - Elegy
- Irene Jansen - ex-Karma
- Jacqueline Govaert - Krezip
- James LaBrie - Dream Theater
- Jan Chris de Koeyer - Gorefest
- Jay van Feggelen - ex-Bodine
- JB - Spiritual Beggars, Grand Magus
- Johan Edlund - Tiamat, Lucyfire
- Jonas P. Renkse - Katatonia
- John Wetton - King Crimson, Roxy Music, Asia, U.K., Mogul Thrash, Family, Wishbone Ash, Uriah Heep
- Jørn Lande
- Lana Lane
- Lenny Wolf - Kingdom Come
- Leon Goewie - Vengeance
- Liselotte Hegt - Dial
- Lucie Hillen
- Magali Luyten
- Magnus Ekwall - The Quill
- Marcela Bovio - ex-Hydra, Elfonia, Stream of Passion
- Marco Hietala - ex-Nightwish
- Mark McCrite - Rocket Scientists
- Marjan Welman - ex-Elister, Autumn
- Michael Mills - Toehider
- Mikael Åkerfeldt - Opeth, Bloodbath
- Mike Baker - Shadow Gallery
- Mirjam van Doorn
- Mouse - Tuesday Child
- Neal Morse - ex-Spock's Beard
- Nils K. Rue - Pagan's Mind, Eidolon
- Okkie Huysdens
- Peter Daltrey - ex-Kaleidoscope
- Phideaux Xavier
- Ralf Scheepers - Primal Fear
- Robert Soeterboek - Wicked Sensation
- Robert Westerholt - Within Temptation
- Russell Allen - Symphony X
- Ruud Houweling - Cloudmachine
- Sara Squadrani - Ancient Bards
- Sharon den Adel - Within Temptation
- Simone Simons - Epica
- Steve Lee
- Timo Kotipelto - Stratovarius
- Tobias Sammet - Edguy, Avantasia
- Tommy Karevik - Kamelot, Seventh Wonder
- Tommy Rogers - Between the Buried and Me
- Tom S. Englund - Evergrey
- Ty Tabor - King's X
- Wilmer Waarbroek
- Wudstik
- Zaher Zorgati - Myrath

Gitaar:
- Gary Wehrkamp - Shadow Gallery
- Guthrie Govan - The Aristocrats, Asia
- Jan Somers - Vengeance
- Marcel Coenen - Sun Caged
- Michael Romeo - Symphony X
- Oscar Holleman - ex-Vengeance
- Paul Gilbert - Mr. Big
- Peer Verschuren - ex-Vengeance
- Rheno Xeros - ex-Bodine
- Ruud Houweling - Cloudmachine
- Steve Hackett - ex-Genesis
- Joe Satriani
- Marty Friedman - Cacophony, Megadeth

Bas:
- Armand van der Hoff - ex-Bodine
- Jan Bijlsma - ex-Vengeance
- Johan van Stratum - ex-Stream of Passion, VUUR, The Gentle Storm
- Jolanda Verduijn
- Peter Vink - ex-Finch
- Rheno Xeros - ex-Bodine
- Walter Latupeirissa - Snowy White

Dwarsfluit:
- Barry Hay - Golden Earring
- Ewa Albering - ex-Quidam
- Jeroen Goossens - ex-Pater Moeskroen, Flairck
- John McManus - Celtus
- Thijs van Leer - Focus

Didgeridoo, Fagot, Sopraanblokfluit (Treble recorder):
- Jeroen Goossens - ex-Pater Moeskroen, Flairck

Keyboard / Klavecimbel / Piano / Synths / Hammondorgel:
- Derek Sherinian - ex-Dream Theater
- Cleem Determeijer - ex-Finch
- Clive Nolan - Arena , Pendragon , Strangers on a Train , Shadowland
- Erik Norlander
- Gary Wehrkamp - Shadow Gallery
- Jens Johansson - Stratovarius
- Joost van den Broek - After Forever, Ex Libris
- Jordan Rudess - Dream Theater
- Keiko Kumagai - Ars Nova
- Keith Emerson - ex-Emerson, Lake & Palmer, ex-The Nice
- Ken Hensley - ex-Uriah Heep
- Martin Orford - Ex-IQ, Jadis
- Mark Kelly - Marillion
- Oliver Wakeman
- René Merkelbach
- Rick Wakeman - ex-Yes
- Robby Valentine - Valentine
- Roland Bakker - ex-Vengeance
- Ton Scherpenzeel - Kayak

Sitar:
- Jack Pisters

Draailier:
- Patty Gurdy

Ierse bouzouki:
- Michael Mills

Cello:
- Dewi Kerstens
- Jurriaan Westerveld
- Maaike Peterse - Kingfisher Sky, Sharon Kovacs
- Marieke van der Heyden
- Taco Kooistra

Drums:
- Ed Warby - Gorefest
- Ernst van Ee - Trenody
- Gerard Haitsma - ex-Bodine
- John Snels - ex-Vengeance
- Matt Oligschlager - ex-Vengeance
- Rob Snijders - ex-Celestial Season, Agua de Annique
- Stephen van Haestregt - Within Temptation, Ambeon
- Aleksandr Manjakin - ex-Aria
- Chris Maitland - ex-Porcupine Tree

Viool:
- Ernö Olah - Metropole Orchestra
- Pat McManus - Celtus
- Robert Baba
- Ben Mathot